# 451 km (obwód pskowski)
451 km (ros. 451 км) – mijanka i przystanek kolejowy w pobliżu miejscowości Łobaczewo, w rejonie newelskim, w obwodzie pskowskim, w Rosji. Położona jest na linii Petersburg - Newel - Witebsk.